# Chapelle Notre-Dame-de-Bon-Secours (Fougères)
Pour les articles homonymes, voir Chapelle Notre-Dame-de-Bon-Secours.
La chapelle Notre-Dame-de-Bon-Secours est un édifice religieux situé à Fougères, dans le département d'Ille-et-Vilaine, en région Bretagne. Lieu de dévotion où la Vierge Marie est particulièrement vénérée, la chapelle, propriété privée, est rattachée à la paroisse de la Visitation de Fougères, des messes et adorations eucharistiques s'y déroulant tous les mardis matin.

## Localisation
La chapelle est située au 43 de la rue des Prés. Elle est érigée sur la parcelle cadastrée section AD numéro 182.

## Historique
La chapelle a été construite à l'initiative de la famille d'Albert Durand de la Béduaudière au début du XXe siècle, en signe de remerciement à Dieu pour la naissance de sa fille, Marie-Louise. La chapelle a été construite en 1921, sur la base d'un projet datant de décembre 1915. La chapelle jouxtant alors sa propriété du Clos-Morel.
Plus tard, il sera décidé d'y abriter une statue de Notre-Dame-de-Bon-Secours. La Vierge est particulièrement invoquée sous ce vocable pour l'heureuse délivrance des jeunes mères. Cette dévotion remonte au moins au XVIIe siècle, Gabriel de Langan, seigneur du Boisfévrier en Fleurigné, ayant fondé en 1672 une rente pour que brûle à perpétuité une lampe devant l'image de la Madone alors placée sur la Porte Roger
La famille Le Marois, propriétaire de la chapelle l'offrira, en signe de dévotion, à la paroisse de St Léonard dans les années 1970.

## Description

### Extérieur
Hormis sa façade principale, aspectée au sud, et quelques éléments architectoniques tels que fenêtres ou portes, la chapelle Notre-Dame-de-Bon-Secours a été érigée en moellons de cornéenne, pierre d'extraction locale. Le corps de l'édifice présente un volume parallélépipédique couronné par une toiture d'ardoises en croupe reposant sur une discrète corniche et agrémenté d'un petit clocheton hexagonal rappelant ceux du beffroi ou de la chapelle Saint-Yves. Greffé à l'ouest d'un petit réduit servant de sacristie et au nord d'un chevet pentagonal aveugle, percé d'une fenêtre plein cintre dans chacune des costales latérales et d'une porte à linteau droit côté est, la chapelle apparaitrait somme toute assez banale dans le corpus bâtimentaire fougerais si elle n'était dotée d'une façade méridionale intégralement construite en pierre de taille de granite qui témoigne tant d'une recherche compositionnelle certaine de la part de l'architecte Henri Mellet que du savoir faire réel de tailleurs de pierre et maçons ayant permis d'ériger une œuvre à la stéréotomie parfaite.

La façade principale de la chapelle Notre-Dame-de-Bon-Secours, bien qu’asymétrique, présente sur toute sa largeur une élévation entièrement réalisée en pierres de granite ocre-roux taillées en grand appareil. En dépit d'une division tripartite, avec des modules plus ou moins importants, la composition de Mellet reste équilibrée et homogène, toutes les assises étant réglées à mêmes hauteurs dans un souci unificateur. La section centrale s'organise autour d'une porte plein cintre, à deux battants, dont le tympan, ajouré et vitré, est rythmé par des balustres rayonnant à partir d'un demi-cercle décoré de motifs feuillagés. Ce remarquable ouvrage de menuiserie est abrité par un portail dont les piédroits, à refends, encadrant une arrière-voussure également à refends, sont sommés de deux consoles portant, avec un troisième culot sculpté de feuillages et faisant office de clef de voûte, une corniche en arc surbaissé. Sur l'extrados de cette dernière se détachent deux pots à feux encadrant une croix sommitale accostée de volutes.

La partie droite de la façade masque la sacristie : il s'agit d'un haut mur, quasiment aveugle, au sommet duquel est percé un œil-de-bœuf couché, une balustrade classique couronnant le tout. Quant à la partie droite, elles s'apparente à un massif contrefort décoré de deux gradins, une volute trouvant place sur le plus élevé.

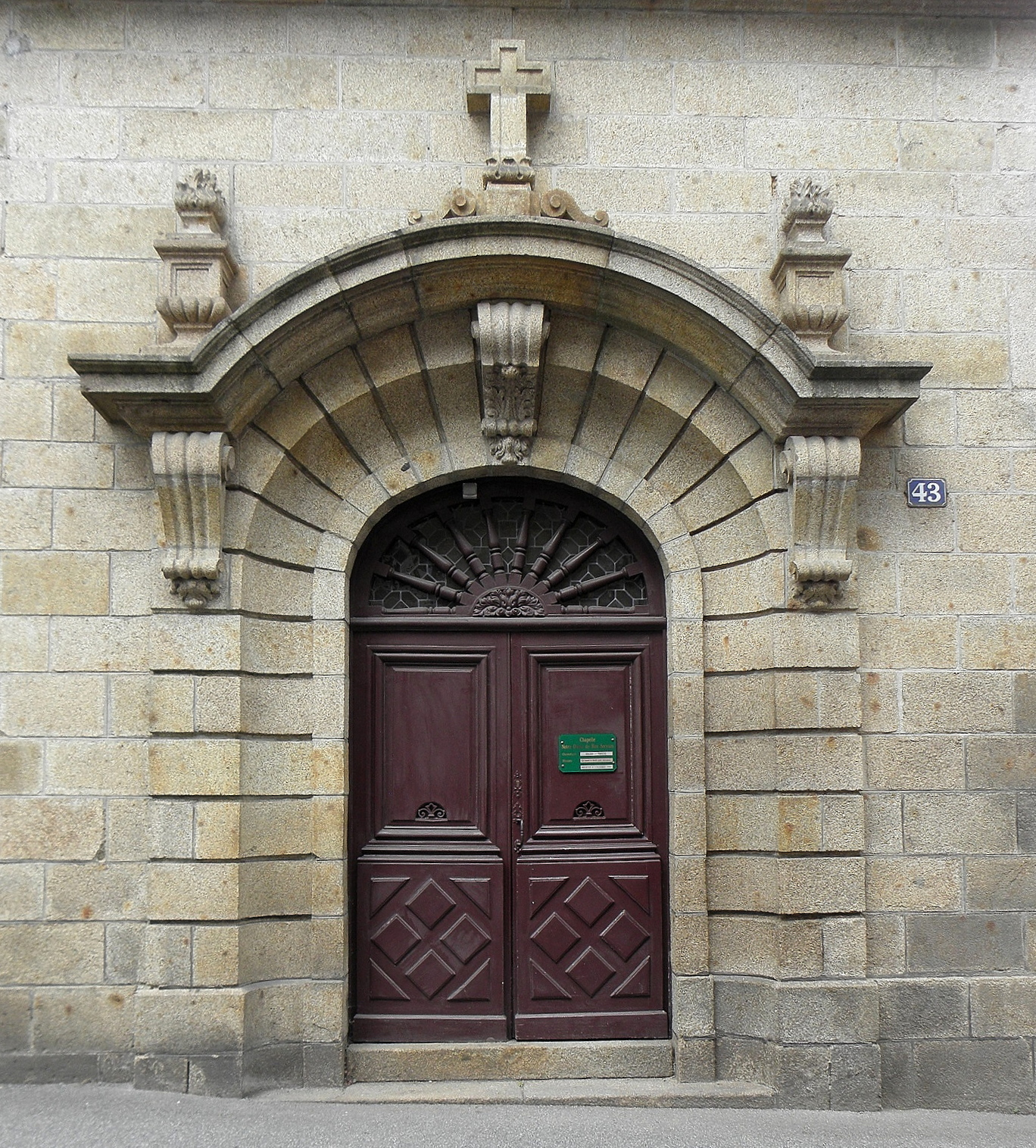
Portail de la chapelle.
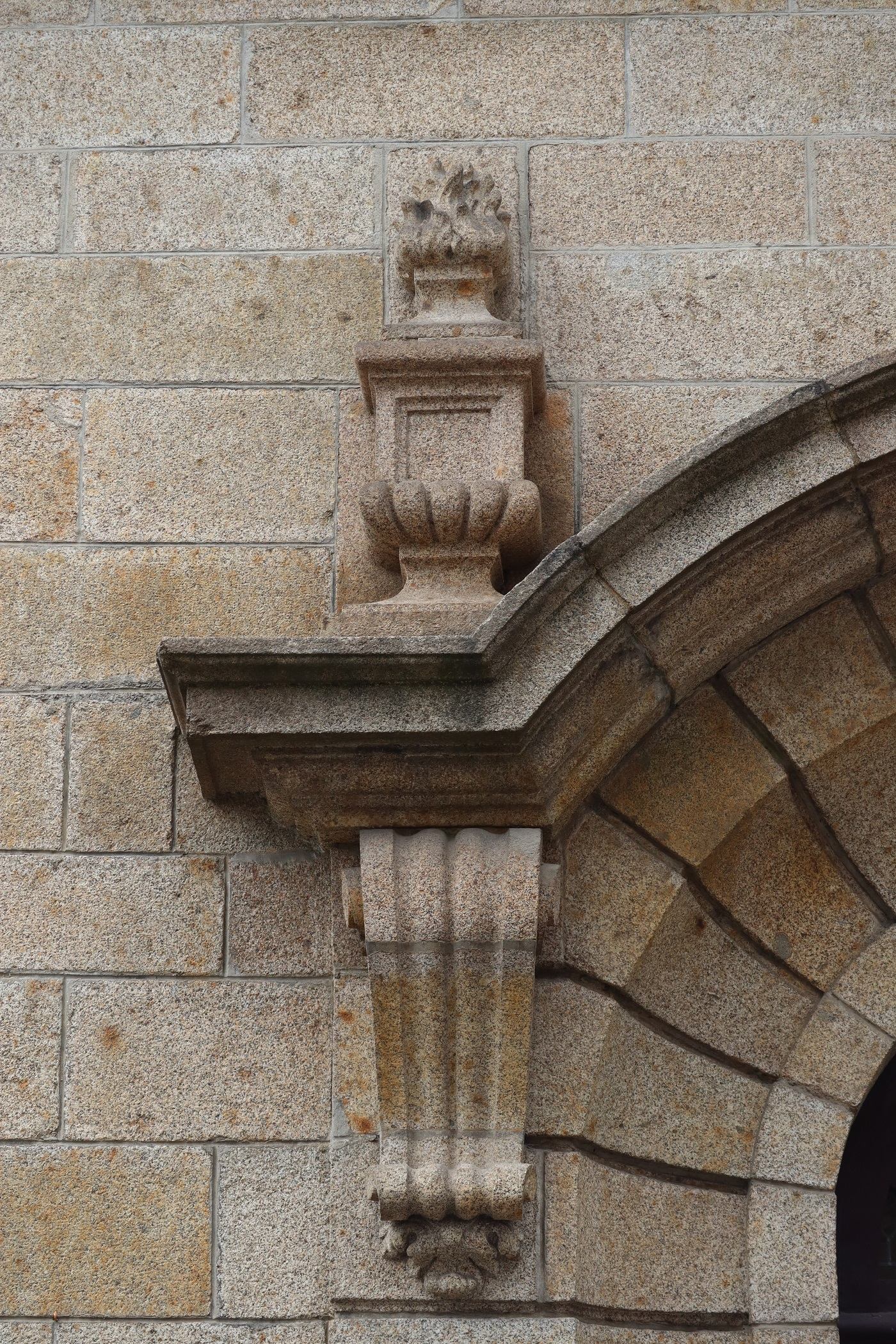
Console et pot à feu.
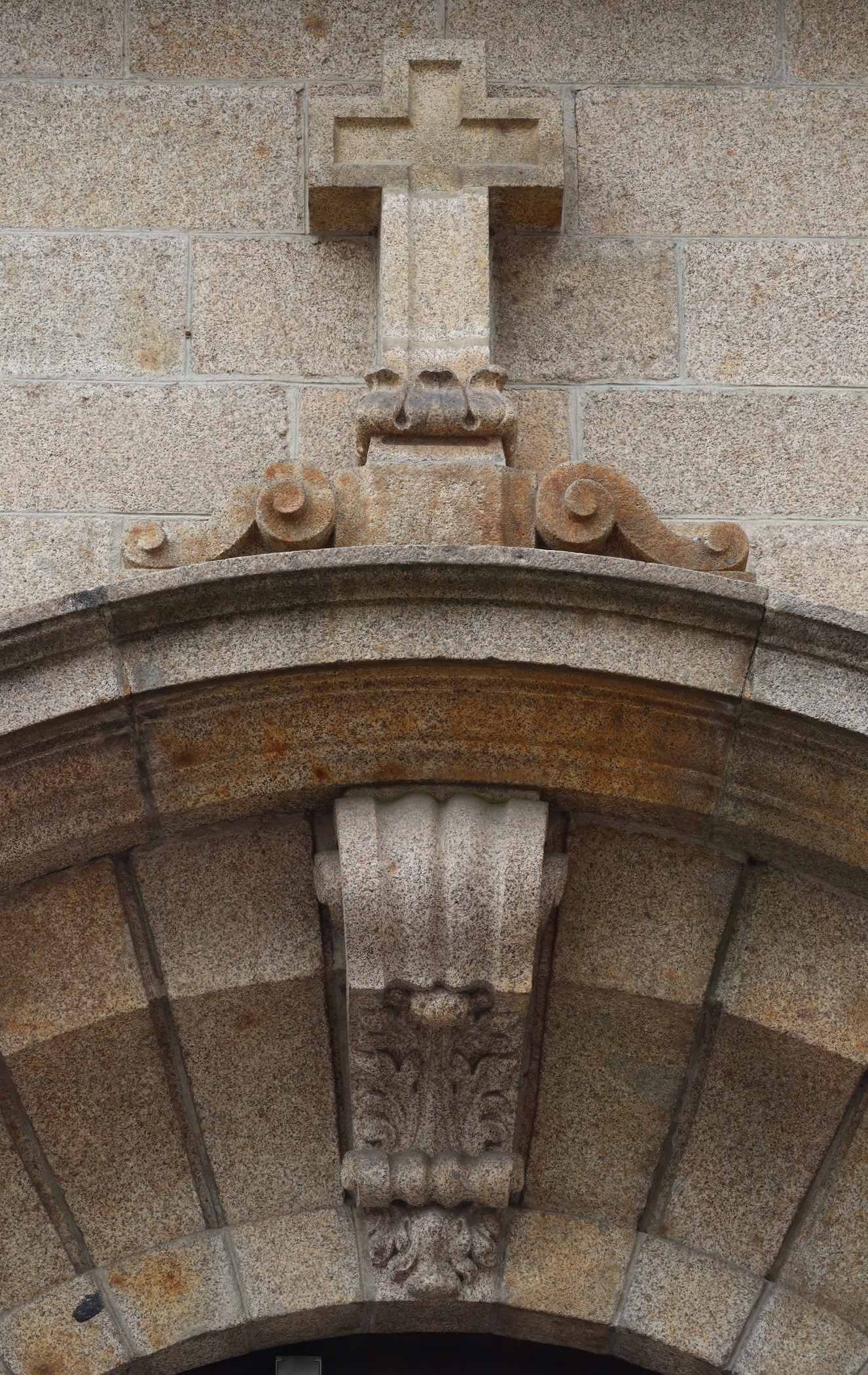
Agrafe feuillagée et croix sommitale.
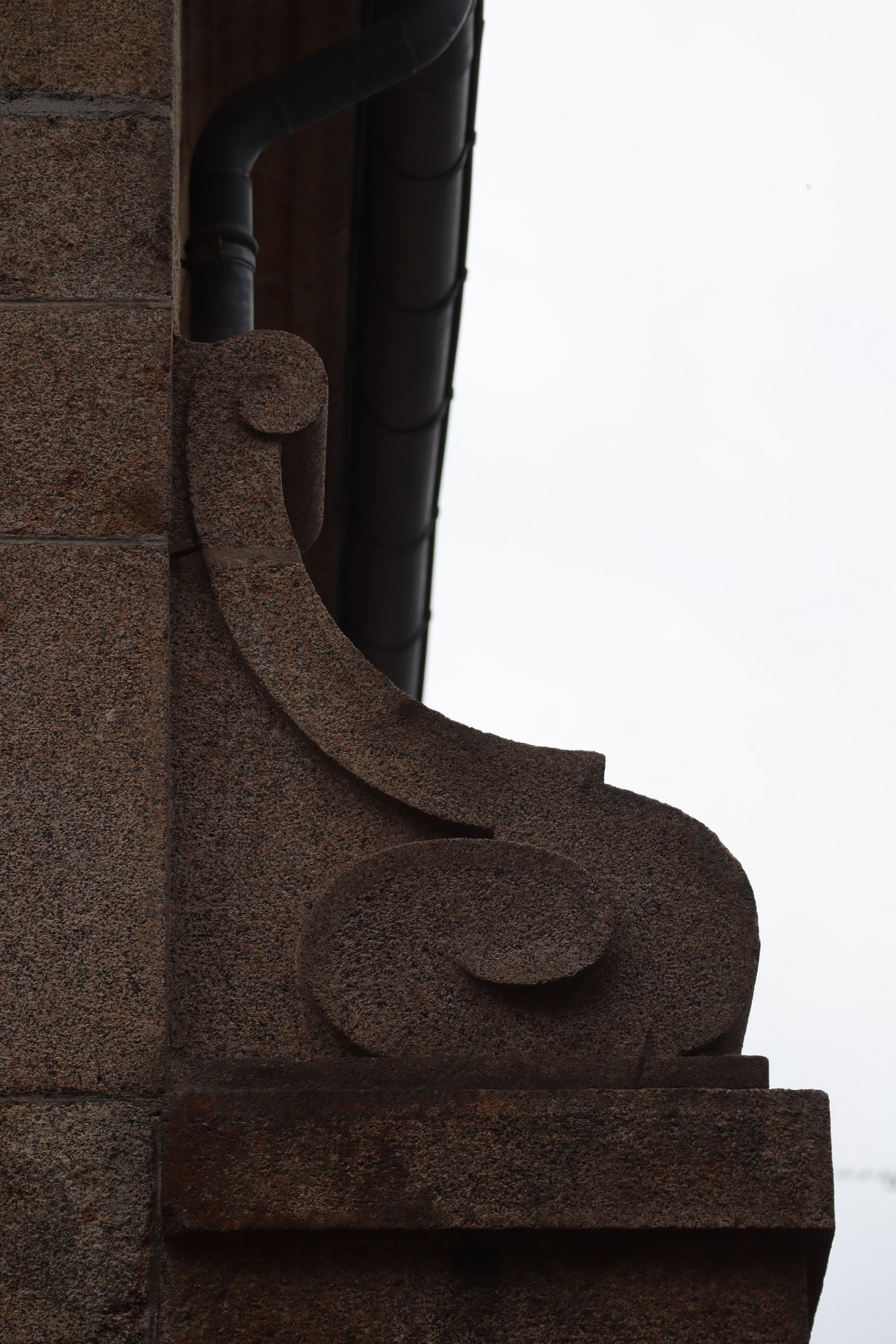
Aileron.
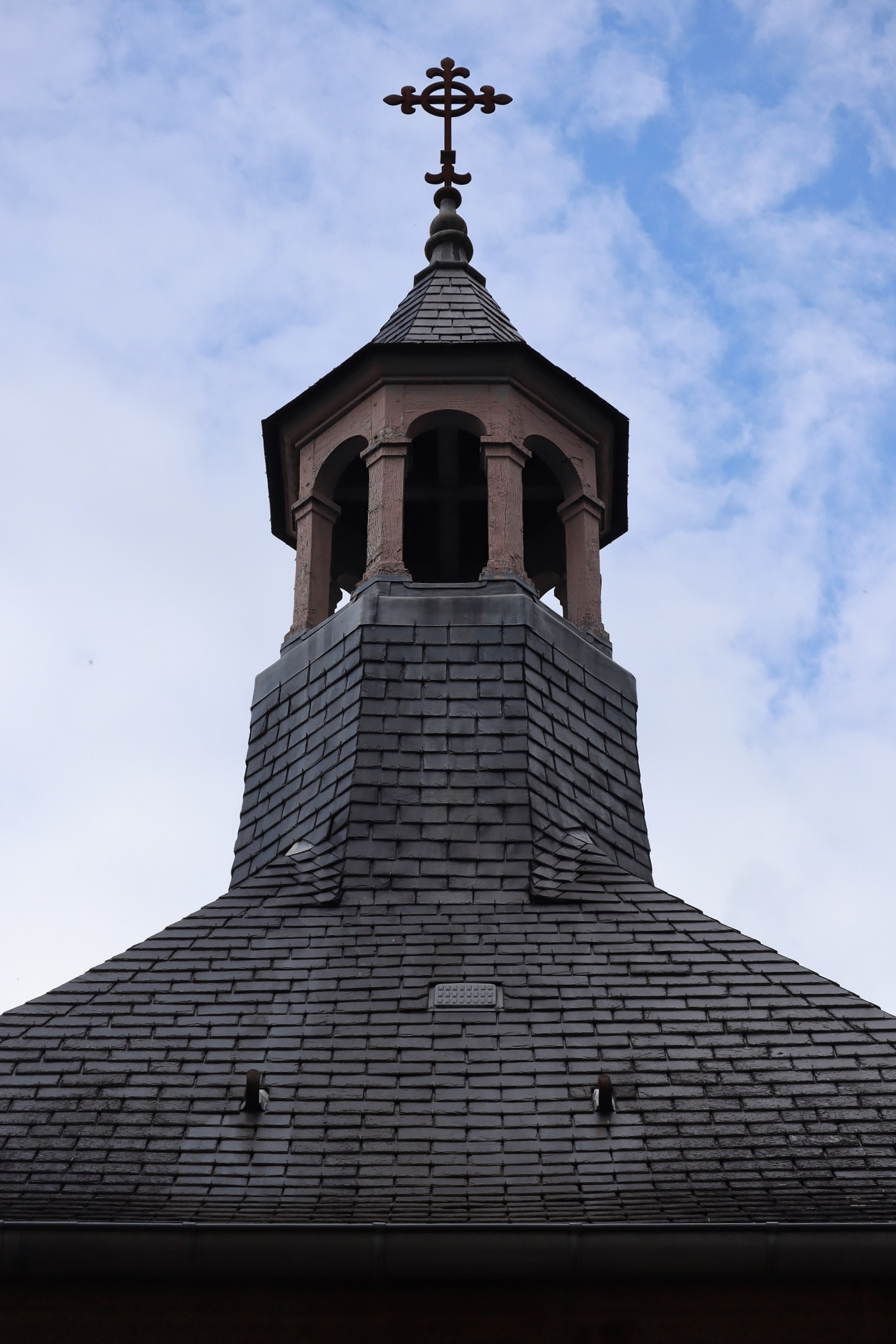
Clocheton et sa croix fleurdelisée.

### Intérieur

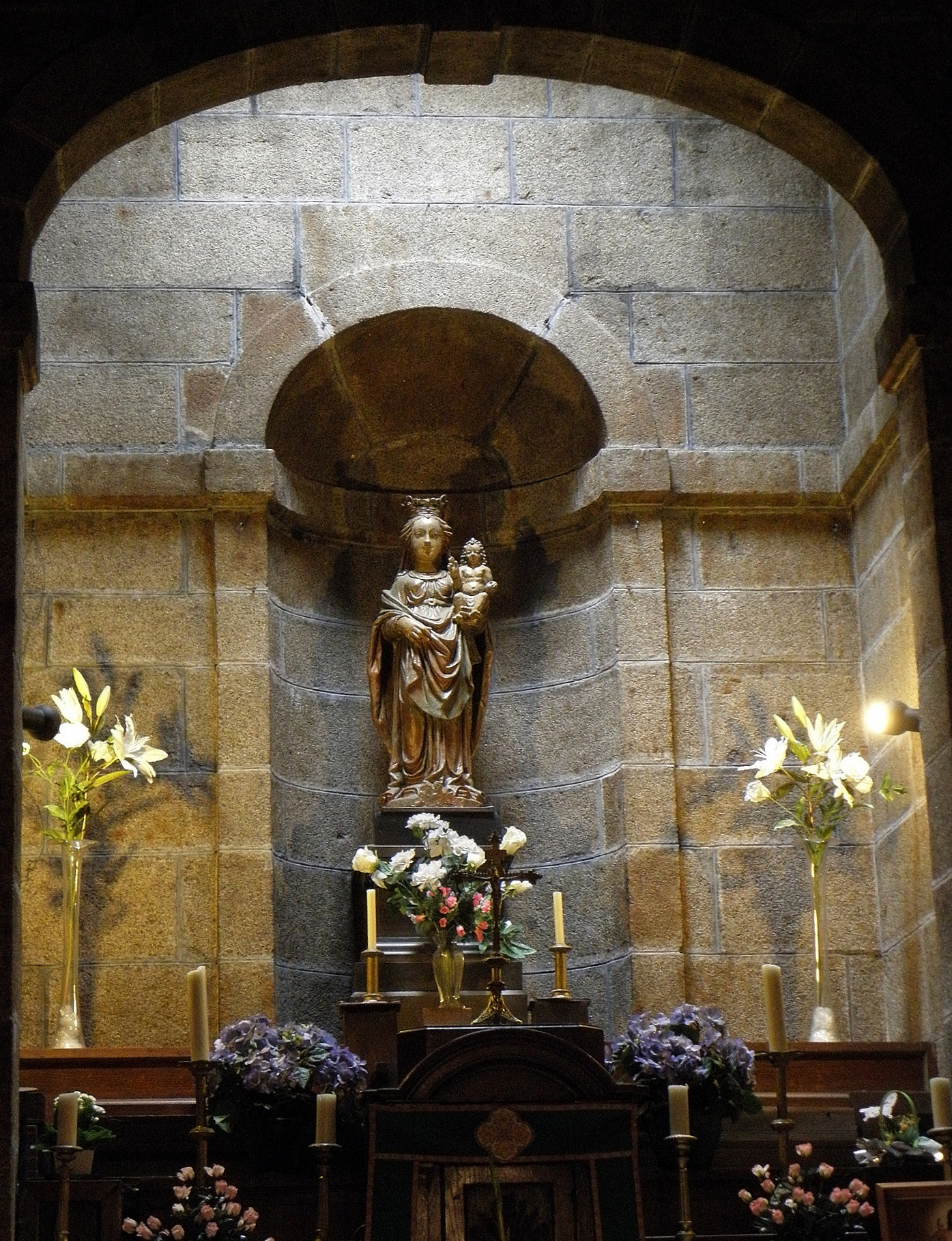
Niche éclairée par un jour céleste et abritant la statue de Notre-Dame-de-Bon-Secours.

La chapelle s'apparente à un petit édicule de plan rectangulaire, non orienté, à une seule nef qu'accoste sur son flanc gauche la sacristie. Une alcôve précédée d'un arc triomphal prolonge le corps de l'édifice, l'autel se trouvant à la jonction de l'espace dévolu aux fidèles et du lieu d'exposition de la statue de Notre-Dame-de-Bon-Secours. L'élévation, à un étage, est réalisé en pierre de taille de granite en grand appareil. Des inscriptions et autres ex-voto recouvrent les murs. Deux fenêtres, en plein-cintre, percées dans les costales orientale et occidentale de la chapelle dispensent un éclairage latéral complété par le jour céleste magnifiant l'objet de dévotion. Le couvrement est assuré par une voûte en arc surbaissé formée par un lattis de bois. Il s'agit là d'une architecture toute classique, inspirée par l'art du XVIIe siècle, alliant la perfection de la stéréotomie à la sobriété des lignes, seuls l'arc diaphragme et la niche abritant la statue affectant quelques timides jeux de relief.

## La statue de Notre-Dame-de-Bon-Secours

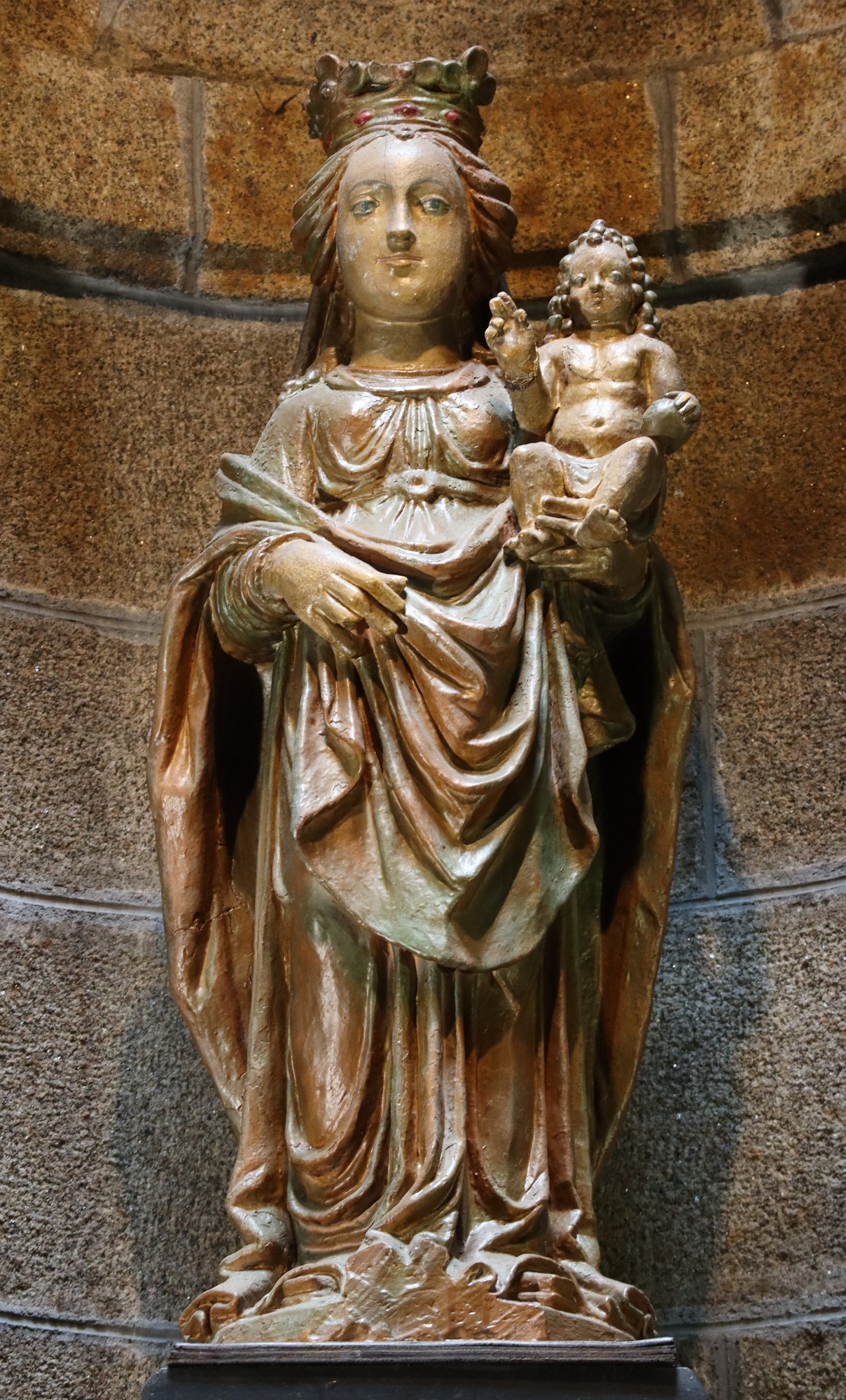
Statue classée de Notre-Dame-de-Bon-Secours.

Il s'agit d'une sculpture en pierre, polychrome, datant du XIVe siècle, représentant la Vierge, couronnée, portant l'Enfant Jésus sur le bras gauche. Elle ornait jadis l'une des quatre portes de l'enceinte urbaine de Fougères, savoir la Porte Roger, dont la destruction s'échelonna de 1770 à 1806. Si seule la Porte Notre-Dame subsiste encore de nos jours, chacune des entrées de ville était placée sous la protection d'une statue de la Madone, toutes ces images tutélaires étant parvenues jusqu'à nous.

Pendant la période concordataire, la statue fut abritée à l'église Saint-Léonard, plus précisément dans une niche en bois placée au dessus de la porte des morts percée dans le collatéral nord de l'édifice. Elle ne regagna le faubourg de la Porte Roger qu'en 1921, après l'édification d'un édicule en son honneur. Tout comme la statue de Notre-Dame-des-Marais de l'église Saint-Sulpice, elle fait l'objet d'une dévotion toute particulière de la part des Fougerais, comme en témoignent les nombreux ex-voto tapissant les murs de la chapelle.

La statue de Notre-Dame-de-Bon-Secours a été classée au titre d'objet le 25 octobre 1919. Elle occupe une niche à éclairage zénithal, jour céleste placé en arrière et au dessus de l'autel.